# Velika Gata
Velika Gata je naselje v občini Bihać, Bosna in Hercegovina. 

## Deli naselja
Banja, Brezove Poljane, Gata-Ilidža, Mala Gata, Mušića Poljane in Velika Gata.

## Prebivalstvo
| Pregled števila prebivalcev po letih | Pregled števila prebivalcev po letih | Pregled števila prebivalcev po letih | Pregled števila prebivalcev po letih | Pregled števila prebivalcev po letih | Pregled števila prebivalcev po letih |
| ------------------------------------ | ------------------------------------ | ------------------------------------ | ------------------------------------ | ------------------------------------ | ------------------------------------ |
| 1948                                 | 1953                                 | 1961                                 | 1971                                 | 1981                                 | 1991                                 |
| -                                    | -                                    | -                                    | 1.198                                | 1.393                                | 1.382                                |

| Narodna sestava prebivalstva po letih                                                                                           | Narodna sestava prebivalstva po letih                                                                                            | Narodna sestava prebivalstva po letih                                                                                           |
| --- | --- | --- |
| 1971 | 1981 | 1991 |
| . skupaj: 1.198 Muslimani 1.169 (97,57 %) Srbi 21 (1,75 %) Hrvati 3 (0,25 %) Jugoslovani 5 (0,41 %) drugi in neznano 0 (0,00 %) | . skupaj: 1.393 Muslimani 1.251 (89,80 %) Srbi 78 (5,59 %) Hrvati 1 (0,07 %) Jugoslovani 54 (3,87 %) drugi in neznano 9 (0,64 %) | . skupaj: 1.382 Muslimani 1.314 (95,07 %) Srbi 58 (4,19 %) Hrvati 2 (0,14 %) Jugoslovani 5 (0,36 %) drugi in neznano 3 (0,21 %) |